# كاميلا هال
كاميلا هال (بالإنجليزية: Camilla Hall) هي عاملة إجتماعية وفنانة أمريكية، ولدت في 24 مارس 1945 في سانت بيتر في الولايات المتحدة، وتوفيت في 17 مايو 1974 في لوس أنجلوس في الولايات المتحدة بسبب إصابة بعيار ناري.